# Eugen Vencovský
Eugen Vencovský (9. dubna 1908, Prostějov – 6. ledna 1999, Plzeň) byl český psychiatr.

## Životopis
Eugen Vencovský vystudoval gymnázium v Prostějově a poté v letech 1927–1933 Lékařskou fakultu Univerzity Karlovy. Poté pracoval na interní klinice a od roku 1934 na neurologicko-psychiatrickém oddělení na Bulovce. Po uzavření vysokých škol v roce 1939 odešel do Plzně, kde vybudoval ambulantní a lůžkovou psychiatrii. Jím vybudované psychiatrické oddělení se stalo základem psychiatrické kliniky lékařské fakulty Univerzity Karlovy v Plzni. V letech 1951–1974 byl v čele této kliniky. V roce 1947 byl jmenován soukromým docentem, 1954 státním docentem, 1957 profesorem a v roce 1962 získal titul doktora věd. V roce 1981 získal čestný doktorát na Humboldtově univerzitě v Berlíně. Byl také čestným doktorem Jagellonské univerzity v Krakově.
Společně se svou manželkou založil nadaci na podporu chudých a dobře studujících studentů na Lékařské fakultě v Plzni.
V Prostějově je po něm pojmenována ulice.

## Dílo (výběr)
- Čtení o psychiatrii. Praha 1983.
- spolu s Oldřichem Vinařem: Klinická psychofarmakologie. Léčba psychofarmaky. 1980.
- spolu s Janem Dobiášem: Psychiatrie. Praha 1976.
- Počátky české psychiatrie XVIII. a XIX. století. Praha 1957.
- Psychiatrie dávných věků: (od Hippokrata k Pinelovi). Praha 1996. ISBN 80-7184-226-5.
- Sto let české psychiatrické kliniky v Praze 1886–1986. Praha 1987.